# Parques nacionales de Guatemala
Los parques nacionales de Guatemala incluyen:
- Cerro El Baúl en Quetzaltenango
- Cerro Miramundo en Zacapa
- Cuevas del Silvino en Izabal
- Cerro El Reformador en El Progreso
- El Rosario en El Petén
- Grutas de Lanquín en Alta Verapaz
- Laguna Lachuá en Alta Verapaz
- Laguna del Tigre en El Petén
- Laguna El Pino en Santa Rosa
- Las Victorias en Alta Verapaz
- Los Aposentos en Chimaltenango
- Mirador Río Azul en El Petén
- Naciones Unidas en Guatemala
- Tikal en El Petén
- Riscos de Momostenango en Totonicapán
- Río Dulce en Izabal
- San José la Colonia en Alta Verapaz
- Sipacate-Naranjo en Escuintla
- Sierra del Lacandón en El Petén
- Pacaya en Escuintla
- Yaxhá - Nakúm - Naranjo en El Petén
- Cuevas de Candelaria en Alta Verapaz